# Więzień Brubaker
Więzień Brubaker (tytuł oryginalny Brubaker) – amerykański film fabularny z 1980 roku w reżyserii Stuarta Rosenberga z Robertem Redfordem w roli tytułowej. Scenariusz filmu został napisany na podstawie książki Toma Murtona i Joe Hyamsa Accomplices To The Crime: The Arkansas Prison Scandal z 1969 r.

## Główne role
- Robert Redford – Henry Brubaker
- Yaphet Kotto – Richard 'Dickie' Coombes
- Jane Alexander – Lillian Gray
- Murray Hamilton – John Deach
- David Keith – Larry Lee Bullen
- Morgan Freeman – Walter
- Matt Clark – Roy Purcell
- Tim McIntire – Huey Rauch
- Richard Ward – Abraham Cook
- Jon Van Ness – Zaranska
- M. Emmet Walsh – C.P. Woodward
- Albert Salmi – Rory Poke
- Linda Haynes – Carol
- Everett McGill – Eddie Caldwell

## Nagrody i nominacje
Oscary za rok 1980
- Najlepszy scenariusz oryginalny – W.D. Richter, Arthur A. Ross (nominacja)